# ドロルスハーゲン

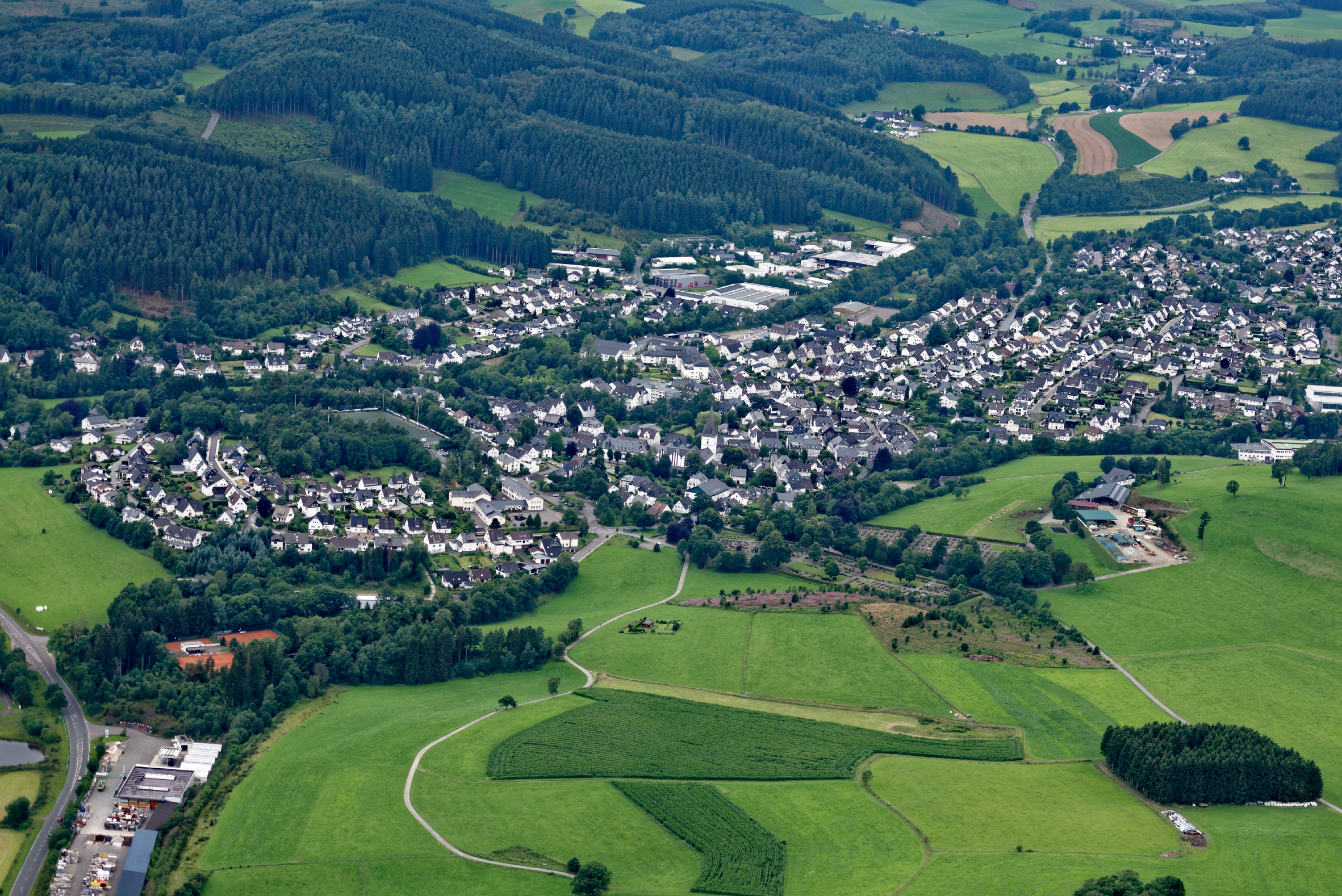
ドロルスハーゲン中心市街部

ドロルスハーゲン (ドイツ語: Drolshagen, ドイツ語発音: [ˈdrɔlshaːgn̩, drɔlsˈhaːgn̩]) は、ドイツ連邦共和国ノルトライン＝ヴェストファーレン州アルンスベルク行政管区のオルペ郡に属す市である。
ドロルスハーゲン集落は1214年に初めて文献に記録されている。ドロルスハーゲンは、15世紀から16世紀にこの付近の鉱業の発展により利益を得た。ドロルスハーゲンで作られた製品は、ケルンやバルト海沿岸地方に輸出された。
1838年に火災によってこの街はほぼ完全に破壊された。復興後、1841年にドロルスハーゲン＝ラントとドロルスハーゲン＝シュタットの行政機関所在地となった。新しいドロルスハーゲン市はノルトライン＝ヴェストファーレン州の自治体再編に伴い、ドロルスハーゲン＝ラントとドロルスハーゲンシュタットが合併して成立した。

## 地理

### 位置
ドロルスハーゲンはザウアーラント＝ロタール山地自然公園の辺縁部、ザウアーラント南部の森によって形成された中低山地に位置している。ジューダーベルクラントに位置する市域は、ミッテルビッゲ＝ベルクラントの南の頂上に位置している。南東は、オーバービッゲ高地と境を接している。
本市は郡の南西部に位置しており、北はメルキッシャー郡、南西はオーバーベルギッシャー郡と境を接している。
カルバーシュナッケ地区とヘルペル地区は市内でもやや北側に位置しており、リスタータール堰の近くにある。市内の南東部を西から東に向かってローゼ川が流れている。この川はヴェーゲリングハウゼン近郊で湧出し、ベルリングハウゼン近郊でブラハトペ川に注ぐ。
市内南部の高い山には、ディルキンゲン近郊 481 m のシュトイピンゲン、ベルリングハウゼンの西にある約 430 m のルンメルスベルク、約 420 m のパーペンベルクがある。ヒュッツェマートの南東に位置するヘルンシャイトは、高さ約 460 m である。市の北東、ビューレンの近くには高さ 469 m のオスタートが、フレンクハウザーヘー地区には約 440 m のオイレンアイクがある。市内の最高地点はシュラーデ地区近郊の海抜 513 m、最低地点はアイヒェナーミューレ近郊の海抜 320 m である。

### 市域の広がりと土地利用
本市の市域は、面積 6,712 ha、南北の幅約 11.6 km、東西の幅約 8.9 km である。40.7 % (2,735 ha) が農業に利用されており、41.4 % (2,780 ha) が森林、7.1 % (478 ha) が住宅および産業用地、8.2 % (549 ha) が交通用地である。レジャー用地および墓地は 0.9 % (63 ha) である。残り 1.6 % (106 ha) は水域、採掘地、その他の用途である。

### 隣接する市町村
ドロルスハーゲンは、北はマイネルツハーゲン（メルキッシャー郡）、北東はアッテンドルン、東はオルペ、南東はヴェンデン（以上、オルペ郡）、南から南西はライヒスホーフ、西はベルクノイシュタット、北西はグンマースバッハ（以上、オーバーベルギッシャー郡郡）と境を接している。

### 市の構成
市域は、基本条例に基づき定められたドロルスハーゲン中核市部および、 31のベツィルク（管区）とそれに属す 58のオルトシャフト（集落）に分けられる。市議会は、各管区ごとに代表者を選出する。この代表者は該当する管区に住んでいなければならない。代表者は、市議会に対して管区の利益を代表する。
| 管区 | 管区名               | 管区内の集落名       | 人口 |
| ---- | -------------------- | -------------------- | ---- |
| 1    | ベンオルペ           | ベンオルペ           | 322  |
| 1    | ベンオルペ           | ヴォルムベルク       | 21   |
| 2    | ゲルスリンゲン       | ゲルスリンゲン       | 51   |
| 3    | ギッペリヒ           | フェルトマンスホーフ | 67   |
| 3    | ギッペリヒ           | ギッペリヒ           | 28   |
| 3    | ギッペリヒ           | シュトゥッパーホーフ | 16   |
| 4    | イーゼリングハウゼン | イーゼリングハウゼン | 625  |
| 4    | イーゼリングハウゼン | エルトゲ             | 3    |
| 4    | イーゼリングハウゼン | ハイダーホーフ       | 42   |
| 5    | ハルプフステン       | ハルプフステン       | 195  |
| 6    | フステン             | フステン             | 208  |
| 7    | ブラハトペ           | ブラハトペ           | 105  |
| 7    | ブラハトペ           | ポッツェンホーフ     | 12   |
| 7    | ブラハトペ           | フォールト           | 98   |
| 8    | ディルキンゲン       | ディルキンゲン       | 32   |
| 8    | ディルキンゲン       | ブーフハーゲン       | 24   |
| 9    | ベルリングハウゼン   | ベルリングハウゼン   | 312  |
| 10   | アイヒェン           | アイヒェン           | 180  |
| 10   | アイヒェン           | アイヒェナーミューレ | 25   |
| 11   | エーリングハウゼン   | エーリングハウゼン   | 106  |
| 12   | フレンクハウゼン     | フレンクハウゼン     | 455  |
| 12   | フレンクハウゼン     | フレンクハウザーヘー | 20   |
| 12   | フレンクハウゼン     | アルパーシャイト     | 30   |
| 13   | ヴィンターゾール     | ヴィンターゾール     | 27   |
| 13   | ヴィンターゾール     | ファーレンショッテン | 5    |
| 14   | ジープリングハウゼン | ジープリングハウゼン | 39   |
| 14   | ジープリングハウゼン | ヴェンクハウゼン     | 55   |
| 15   | ドゥーミッケ         | ドーゥーミッケ       | 265  |
| 15   | ドゥーミッケ         | ビューレン           | 44   |

| 管区 | 管区名                 | 管区内の集落名         | 人口  |
| ---- | ---------------------- | ---------------------- | ----- |
| 16   | シュライバースホーフ   | シュライバースホーフ   | 495   |
| 16   | シュライバースホーフ   | ブリンク               | 17    |
| 16   | シュライバースホーフ   | ブルーフ               | 25    |
| 17   | ハーペル               | ハーペル               | 238   |
| 17   | ハーペル               | カルバーシュナッケ     | 15    |
| 18   | シュールホルツ         | シュールホルツ         | 96    |
| 18   | シュールホルツ         | クラム                 | 5     |
| 19   | ハイミッケ             | ハイミッケ             | 93    |
| 20   | シュッツェンブルーフ   | シュッツェンブルーフ   | 22    |
| 21   | ユンケルンヘー         | ユンケルンヘー         | 85    |
| 21   | ユンケルンヘー         | ケビングハウゼン       | 8     |
| 22   | ゲルミングハウゼン     | ゲルミングハウゼン     | 282   |
| 23   | ゼントショッテン       | ゼントショッテン       | 96    |
| 24   | エッシングハウゼン     | エッシングハウゼン     | 114   |
| 25   | ブレーヒェ             | ブレーヒェ             | 424   |
| 26   | シェーダ               | シェーダ               | 213   |
| 26   | シェーダ               | シュレンケ             | 28    |
| 27   | ノイエンハウス         | ノイエンハウス         | 15    |
| 27   | ノイエンハウス         | ハンマータイヒ         | 28    |
| 27   | ノイエンハウス         | ボイル                 | 75    |
| 28   | リューデスパート       | リューデスパート       | 74    |
| 28   | リューデスパート       | ヘスペッケ             | 23    |
| 29   | シュラーデ             | シュラーデ             | 63    |
| 30   | ヴェーゲリングハウゼン | ヴェーゲリングハウゼン | 356   |
| 30   | ヴェーゲリングハウゼン | ブライテハルト         | 8     |
| 30   | ヴェーゲリングハウゼン | グリューネンタール     | 3     |
| 31   | ヒュッツェマート       | ヒュッツェマート       | 1,065 |
| 31   | ヒュッツェマート       | フスタート             | 20    |

管区とそれに属す集落は、ドロルスハーゲン市基本条例による。
人口は2018年12月31日現在のもので、同時点でのドロルスハーゲン中核市部の人口は 4,826人である。

## 歴史

### 中世

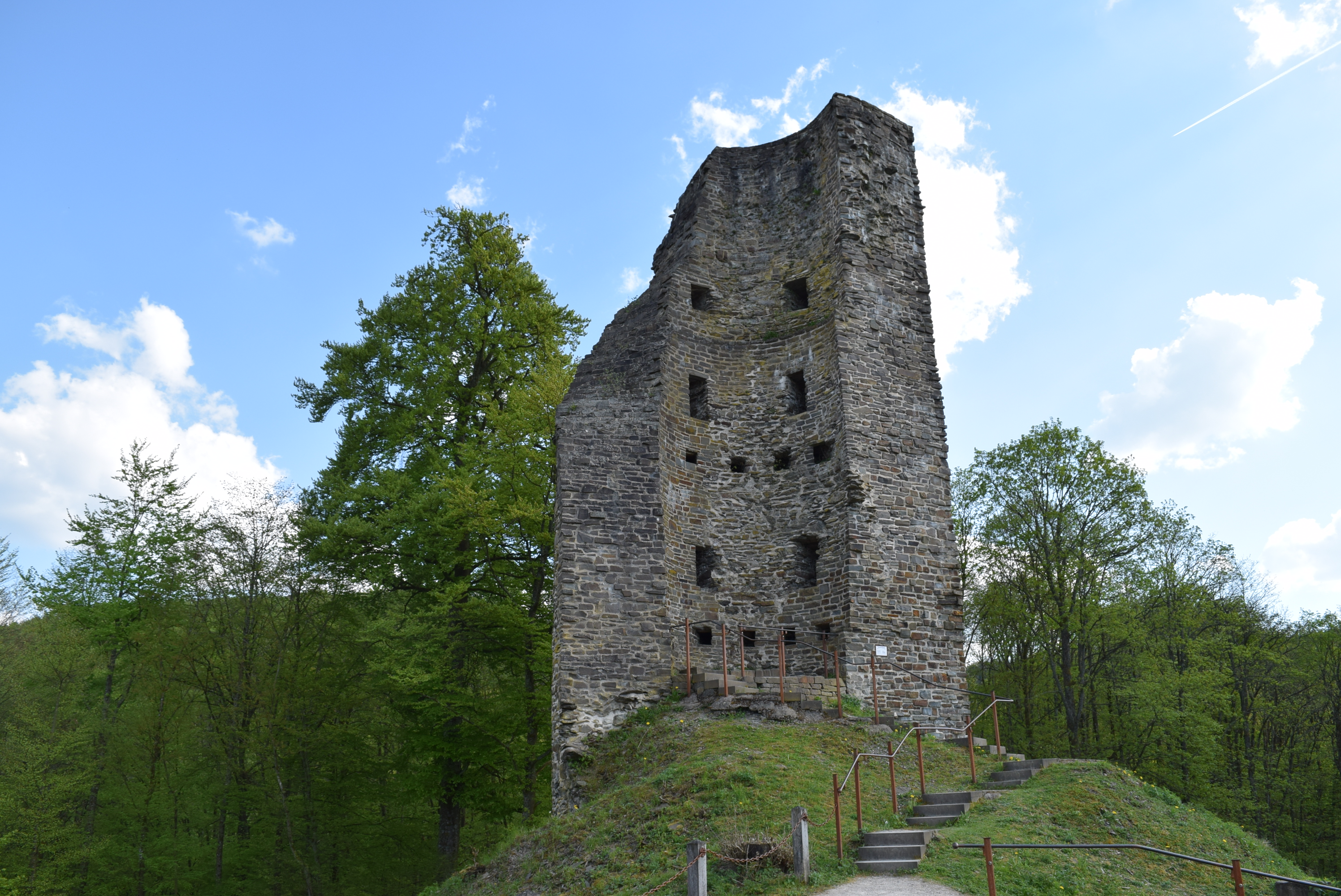
ヴァルデンブルク城趾

定住の始まりは9世紀初めであった。この教会町はオルペの衛星都市であったと見なされている。最初の教会堂の建設は11世紀のケルン大司教アンノ2世の時代であった。集落は1214年に初めて記録されている。この集落はヴァルデンブルク城と緊密に結びついており、13世紀にザイン伯の所有となった。それ以前はラーヴェンスベルク家がこれを所有していた。ザイン伯は1235年にシトー会女子修道院を設立した。ザイン伯ハインリヒ3世の死後、その未亡人は1248年1月13日に、ヴァルデンブルク城とそれに付属する所領ドロルスハーゲンを大司教コンラート・フォン・ホーホシュターデンに売却した。これ以後ドロルスハーゲンはケルン大司教の、ヴェストファーレン公領の原型となったザウアーラント南部の所領となった。ドロルスハーゲンはドロルスハーゲン裁判所の所在地であり、ドロルスハーゲン市を除くドロルスハーゲナー・ラントはアムト・ヴァルデンブルクに属した。この集落は14世紀末にはまだ「村落」と見なされていたが、1445年に「都市」と表記されている。ただし、1462年には「フライハイト」（市場開催権などの下級都市特権を持つ町）と記述されている。防衛施設の遺構は、かつての都市としての質を示す証拠として重要である。下級都市特権はおそらく、1437年から1445年に大司教ディートリヒ2世フォン・メールスから授与されたものである。
ミニステリアーレのドロルスハーゲン家は13世紀に初めて記録されている。この家門は、15世紀にはキルヒシュピール・ドロルスハーゲンの土地を所有するかなりの家門であった。それ以前からドロルスハーゲン領主家はキルヒシュピーゲル・ドロルスハーゲンの法的行為に関わる文書に証人および署名者として現れている。ドロルスハーゲンの領主は時にヴァルデンブルクの城主も務めた。
ドロルスハーゲンは、1477年3月2日にケルン大司教ルプレヒトから都市権を授けられた。この特権は1485年に確認されただけでなく、強化された。この都市権は、市壁を建設する権利と市場を開催する権利を伴っていた。都市への昇格には多くの条件が必要であり、その一部は都市権授与文書で言及されている。この集落はベルク伯領やマルク伯領との境界に位置していた。この点で、防衛施設を持つこの集落は要塞の役割を担っていた。また、大司教とケルン聖堂参事会との権力闘争の際、この集落の住民達は司教を支援した。都市昇格はそのことへの感謝の意思表示でもあった。

### 近世
15世紀から16世紀の間、ドロルスハーゲンは、周辺の鉱業の発展により利益を得ていた。イーゼリングハウゼン村における鉱山採掘の最盛期は1850年頃であった。これに伴い、本市では金属加工業が大きく発展した。特に板金加工業と甲冑作りが大きな役割を担った。製品はケルンやバルト海沿岸にまで輸出された。「ヘンリエッテ坑」の採掘権が消失したのは1990年になってからであった。織布産業も明らかに重要であった。ドロルスハーゲン近郊には15世紀から16世紀に縮絨用の水車が設けられた。皮革加工業も大いに重要であった。ドロルスハーゲンではオルペをモデルとして、皮なめし工、靴職人、鞍職人がツンフトを形成した。板金加工業者は、1669年に組織されたゲリヒテ・オルペ、ドロルスハーゲンおよびヴェンデンの板金加工同業組合に所属した。このため、ドロルスハーゲンは1604年にハンザ同盟に加盟した。しかしこの頃には産業の発展のピークはすでに越えていた。遅くとも16世紀以降この街は沈滞し、経済的には隣接するオルペに凌駕された。1795年、ドロルスハーゲンの戸数は 78戸であったが、これに対してオルペは 253戸、アッテンドルンは 200戸であった。プロイセン時代の初めにおいても、ドロルスハーゲンの人口は 79戸、464人に過ぎなかった。
1550年から何年もの間、修道院と市は聖クレメンス教会に関する利権を巡って対立し、教会自らローマでの審理を請求した。ケルン戦争では、ドロレスハーゲンも他の街と同じように、プロテスタントに転向した大司教ゲプハルト1世フォン・ヴァルトブルクの軍勢によって略奪された。16世紀にこの街は、ラントドロスト（代官）のカスパー・フォン・フュルステンベルクの直接支配下に置かれた。彼は、当時ヴェストファーレン公領における最も頑強な魔女狩り主導者の一人であった。ドロルスハーゲンでも、1575年に魔女裁判で多くの処刑が行われた。

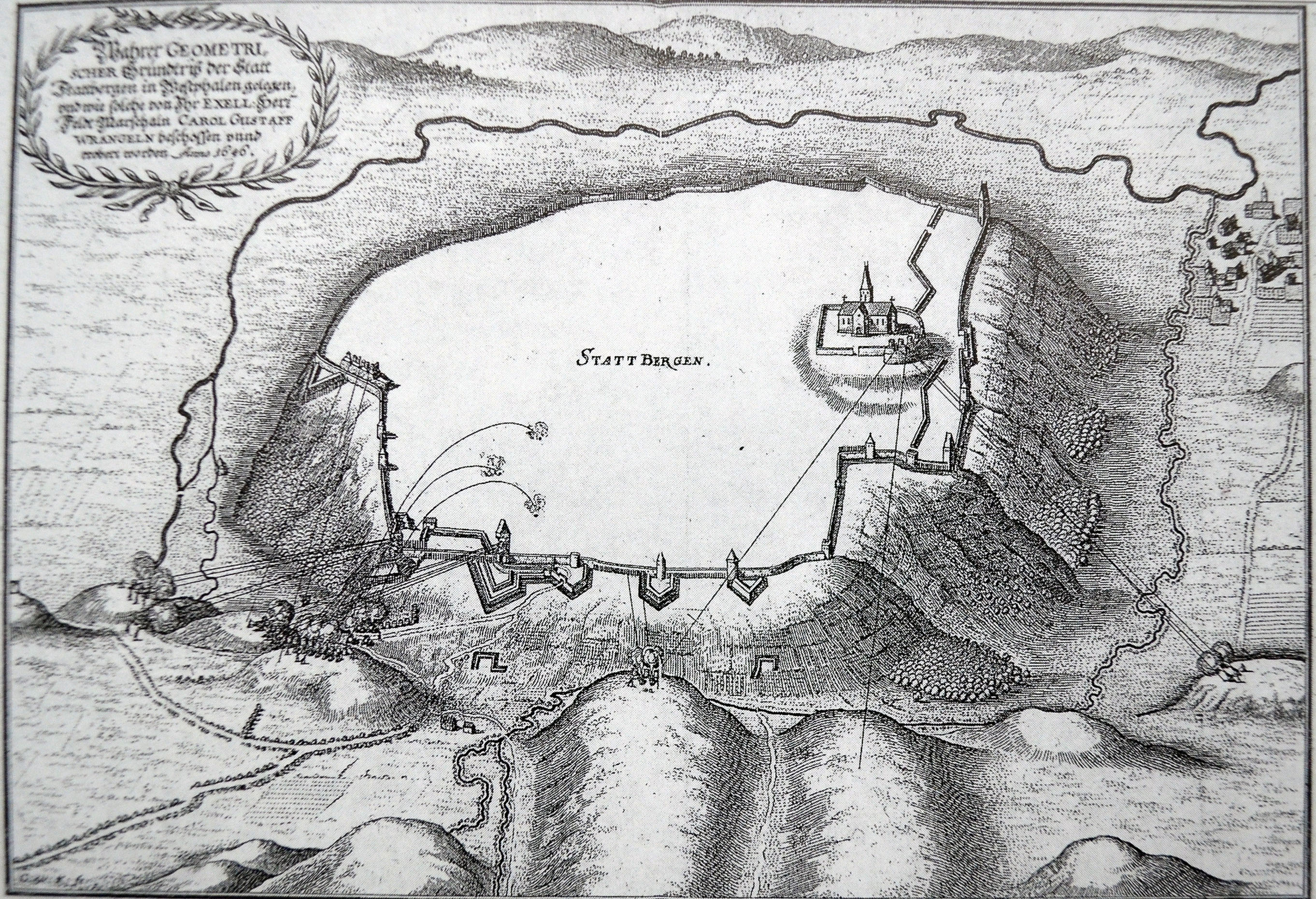
1646年のマテウス・メーリアンの銅版画に描かれたマールスベルク要塞

ドロルスハーゲンは、他の街と同様に、軍税などの形で三十年戦争の進行に苦しめられた。オーバーマールスベルク要塞強化のために、ドロルスハーゲンの人々も多大な手仕事の労役や牛馬の賦役を強いられた。市長のフィンクがスウェーデン軍によって囚われ、ケルンの義理の弟の尽力で解放された。市の出納官ペーター・ブッツは、1635年にベルミッケでスウェーデン兵に射殺された。彼を追悼してその場所にいわゆるスウェーデン十字が建立された。明らかにプロテスタントの司令官が、宗教の場で射撃練習を行っていたことが長らく記憶に遺っていた。住民達が暴力で兵士の侵害に対抗したということは特筆に値する。選帝侯は住民に処罰を命じたが、ラントドロストは「兵士は狼藉を働くときには住民達による防衛措置を覚悟しなければならない」とのコメントを添えて、この命令を拒否した。この街は1646年に火災によって一部が破壊された。

### 19世紀から20世紀
リュネヴィルの和約に伴い、この街は1803年にヘッセン＝ダルムシュタット大公の所領となった。1816年からはプロイセンのアルンスベルク県オルペ郡の一部となった。
ドロルスハーゲンは1838年に火災でほぼ完全に破壊された。復興の際、直交する道路システムが採用された。また、この際、市壁はわずかな遺構だけを遺して取り壊された。
プロイセンのラントゲマインデ法によって1841年に2つの自治体ドロルスハーゲン＝ラントとドロルスハーゲン＝シュタットが成立した。ドロルスハーゲンは、両自治体の行政機関所在地となった。ドロルスハーゲンは1856年からティトゥラーシュタット（名目上の都市）となった。つまり、この街は法的には都市法ではなく、歴史的背景に基づいて「都市」と名乗ることを許されたのである。
19世紀から20世紀のかなり遅くまで、この街は主に農林業の街であった。人口はわずかであった。1873年のドロルスハーゲン＝シュタットの人口は 599人であった。このうち 590人がカトリック、9人がプロテスタントを信仰していた。ユダヤ人は住んでいなかった。ドロルスハーゲン＝ラントには 2,338人が住んでいた。
19世紀後半から次第に小さな工業系企業が設立され、その一部は現在も存続している。かつての修道院に、1885年からタバコ工場が設立され、71人が働いた。
1878年に消費生活協同組合が設立され、1895年には聖ゲルハルドゥス病院が開院した。1901年に新しい市庁舎が建設された。
1903年にドロルスハーゲンは初めて鉄道網に接続した。20世紀初めになると木組み建築の他に石造建築が建設されるようになった。第二次世界大戦後の、移民の動きや、その後のアウトバーン建設、それと結びついた産業の発展が大きな構造変化をもたらした。
11月革命では、キリスト教指向の労働者・兵士ラートが結成された。世界恐慌に伴う失業が、ドロルスハーゲンでは特に深刻であった。これにはおそらく、最初に解雇された通勤労働者の数が多かったことが影響している。
政治的な観点では、19世紀から20世紀初めは明らかに中央党が支配していた。1920年の国会議員選挙における中央党の得票率は 93.34 % に達した。これは、アルンスベルク郡、ブリロン郡、メシェデ郡、オルペ郡の市町村中、カトリック系政党が達成した最高得票率であった。しかし、1928年の国会議員選挙の得票率は 64.67 % にまで劇的に低下した。これほど劇的に支持率が低下した市町村はこの地域では他にほとんどない。
背景となったのは、オルペ郡における中央党の全般的な危機であった。凋落が現れた出発点は、1924年5月4日の市町村議会選挙であった。ドロルスハーゲンとローデで、1925年11月30日の郡議会議員選挙に先立ち候補者名簿を作成しようとした。この時、郡議会候補者の選定に際して、郡北部の営業連合会、被雇用者組合、農業代表団の圧力により十分な考慮ができなかった。その結果、周辺地域の農民の利益代表として小政党が有権者の支持を獲得することに成功した。
1928年の国会議員選挙では、投票者の 27 % が農民同盟に投票した。こうした国家社会主義支配の始まりを背景に、1933年3月の国会議員選挙で中央党は得票率 83.25 % と、多数を回復した。これは、ヴェンデンを除けばザウアーラントでこの党が獲得した最高得票率であった。左翼党は農業主体の街ではほとんど何の役割も演じられなかった。SPDとKPDはともに、1920年から1933年までの選挙では 5 % 程度の得票率であった。市民政党 (DDP、DVP、DNVP) はこれよりも低い得票率であった。その最高得票率は1933年に達成した 2 % であった。1933年のNSDAPの得票率は 9 % で、ヴェンデン以外ではザウアーラントで最も低い値であった。
この街は、1945年4月10日にアメリカ軍によって解放された。第二次世界大戦で3人の市民が亡くなった。ドロルスハーゲンから出征した163人の兵士が死亡し、165人が行方不明となった。1945年に他の地域から避難してきた合計 1,500人をケアし、宿を提供した。
戦争や追放されて流入した人々によってプロテスタント住民が増加し、1951年に福音主義教会が献堂された。1955年には環境汚染によりチフスが流行した。新しい国民学校が1957年に、体育館が1963年に建設された。街の病院は1967年に閉鎖された。カトリックが主流の自治体における中央党の強い地盤は、1945年以後 CDU がこれを引き継いで、高い得票率を獲得している。
ノルトライン＝ヴェストファーレン州の自治体再編に伴い、1969年7月1日にドロルスハーゲン市とドロルスハーゲン＝ラントが合併し、新たな市ドロルスハーゲンが成立した。
1969年に、枢機卿ローレンツ・イェーガーによって教区教会が聖別された。1972年/1973年にマルクト広場が刷新され、1975年にヘルンシャイトの屋内プールがオープンした。その後新たな産業地区が開発された。さらにもう一つの産業パークが1999年/2000年に整備された。

### 市の名前
本市は時代とともに、Droileshageno、Droleshagen、Drulyshagen、Drulshaen、Drulshagen、Drulshain、Drulshan（低地ドイツ語では Draulzen）と表記された。この地名の由来については様々な説が唱えられている。Chronica Drolshagensis（ドロルスハーゲン年代記）で述べられている説では、現在のドロルスハーゲンに Hag（元来は垣や囲いを意味する語で、転じて所有地を意味する）を有していた騎士 Drogilo にちなんで、Drogileshagino と名付けられたとされている。これが時代が経つにつれ Drolshagen となったというものである。

### 市町村合併
ノルトライン＝ヴェストファーレン州の自治体再編に伴い、1969年7月1日にアムト・ドロルスハーゲンに属すドロルスハーゲン＝シュタットとドロルスハーゲン＝ラントが合併して、これ以後現在のドロルスハーゲン市を形成している。同時に、リーバーハウゼン（オーバーベルギシャー郡）とローデの無人の地域が本市に加わった。

### 地区分離
1975年1月1日に、人口100人以下の地域が隣市のマイネルツハーゲン（メルキッシャー郡）に分離移管された。

## 住民

### 宗教

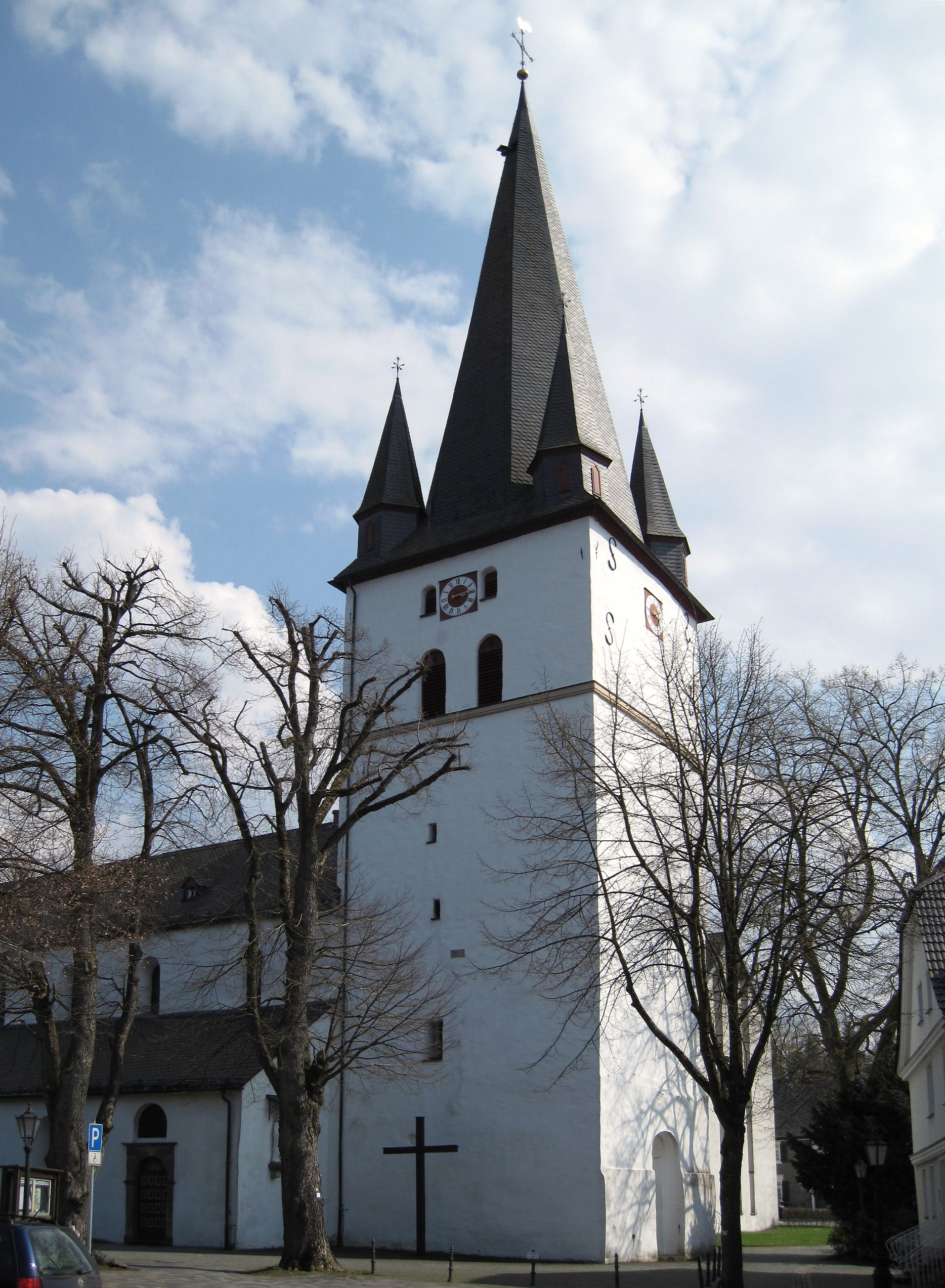
聖クレメンス教区教会

かつてケルン選帝侯のヴェストファーレン公領に属していたことは、現在の住民の宗教分布にも影響を及ぼしている。2018年12月31日現在、8,420人の住民 (68.9 %) がカトリック信者、1,515人 (12.4 %) が福音主義信者、2,284人 (18.7 %) がその他の宗教を信仰しているか無宗教であった。
カトリックのキルヒシュピール・ドロルスハーゲン司牧連合はパーダーボルン大司教区の南ザウアーラント首席司祭区に属している。この司牧連合には、ブレーヒェの聖ヨーゼフ教会、ドロルスハーゲンの聖クレメンス教会、イーゼリングハウゼンの隠修士聖アントニウス教会、シュライバースホーフの聖ラウレンティウス教会が属している。
この他に、オルペ福音主義教会組織に属す教区が存在する。この教区はヴェストファーレン福音主義教会のジーゲン教会クライスに属している。福音主義の神事は、ドロルスハーゲンのヨハネス礼拝堂で挙行されている。

### 人口推移
| 年   | 人口（人） | 出典   |
| ---- | ---------- | ------ |
| 1858 | 3,179      | [ 29 ] |
| 1871 | 2,938      | [ 30 ] |
| 1885 | 3,312      | [ 30 ] |
| 1895 | 3,716      | [ 30 ] |
| 1905 | 4,025      | [ 30 ] |
| 1925 | 5,298      | [ 30 ] |
| 1933 | 5,780      | [ 30 ] |
| 1939 | 6,130      | [ 30 ] |
| 1961 | 8,173      | [ 25 ] |
| 1970 | 9,269      | [ 25 ] |
| 1974 | 9,622      | [ 31 ] |

| 年   | 人口（人） | 出典   |
| ---- | ---------- | ------ |
| 1975 | 9,973      | [ 26 ] |
| 1980 | 10,184     | [ 26 ] |
| 1985 | 10,542     | [ 26 ] |
| 1990 | 11,220     | [ 26 ] |
| 1995 | 12,101     | [ 26 ] |
| 2000 | 12,358     | [ 26 ] |
| 2005 | 12,559     | [ 26 ] |
| 2010 | 12,231     | [ 26 ] |
| 2012 | 12,209     | [ 26 ] |
| 2014 | 12,228     | [ 26 ] |

## 行政

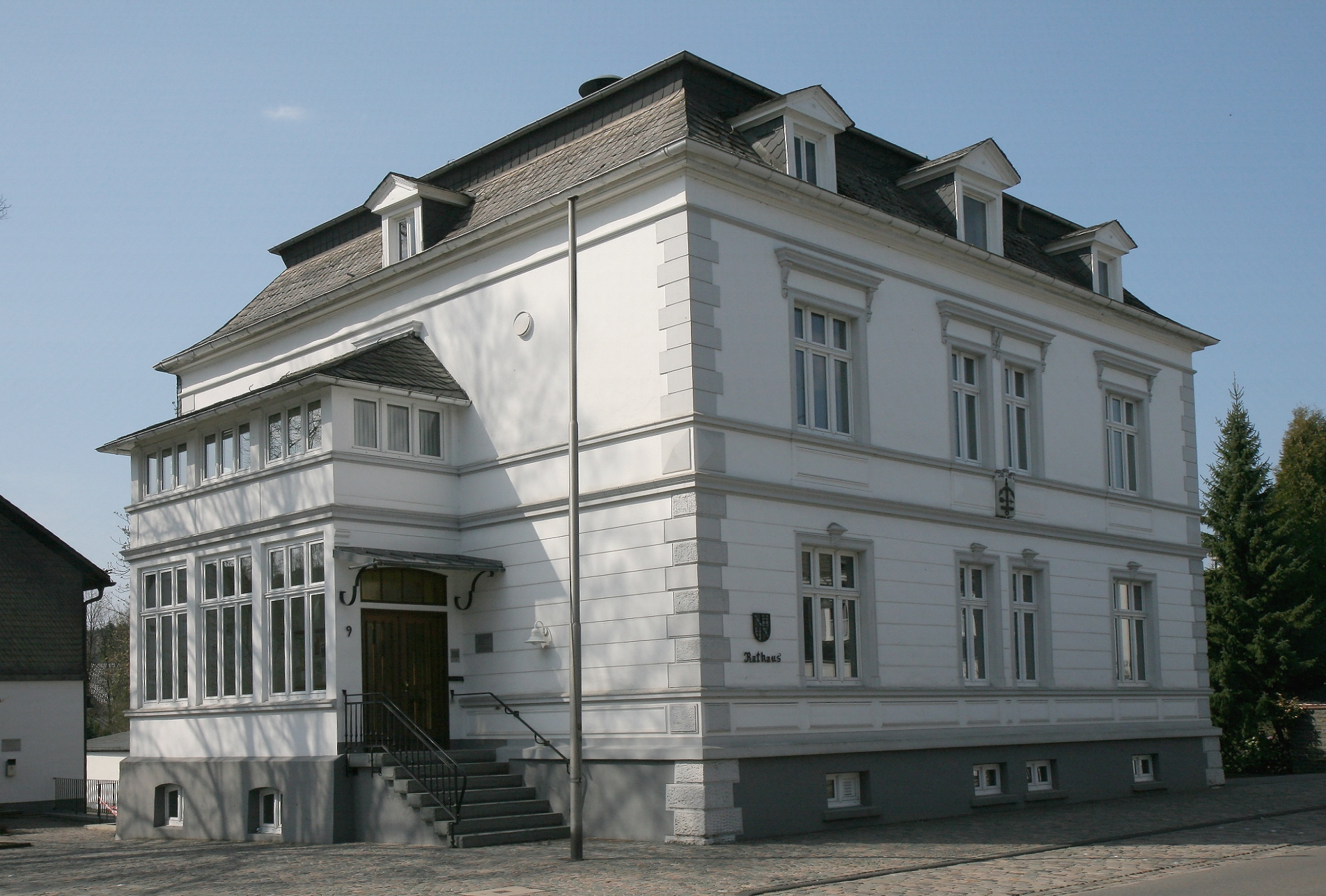
ドロルスハーゲン市庁舎

### 市議会
1975年の市町村法施行以来ドロルスハーゲンでは CDU が最大の政治勢力である。この街では市議会は「シュタットフェアオードネーテンフェアザムルング」（直訳:市の指導者集会）と呼ばれる。CDU は2009年の市議会選挙で初めて議席の過半数を失い、2014年の選挙でもこれを回復することができなかった。

### 首長
2015年10月21日からウルリヒ・ベルクホーフ (CDU) がドロルスハーゲンの市長を務めている。2015年9月13日の選挙での得票率はベルクホーフ 46.99 %、対立候補のアンゲリーカ・ケーニヒ (SPD、24.52 %)、クリストフ・リュティッケ（無所属、28.49 %）であった。決選投票では、ベルクホーフが 62.54 % の票を得てリュティッケを破った。
また、儀礼上の業務は2人の市長代理、トーマス・ゴスマンとアンドレアス・ヴィッガーが務めている。

### 紋章
図柄: 黒い十字で四分割された地の、第1フィールドと第4フィールド（向かって左上と右下）は黄色の背景に青い菱形図形がそれぞれ3つ対角線上に斜めに配されている。第2フィールドと第3フィールド（向かって左下と右上）は銀地に、転倒した黒い碇に向かって右向きの黒い矢が載せられている。
解説: ドロルスハーゲン市の紋章の、第1，第4フィールドは旧ドロルスハーゲン＝ラント、第2，第3フィールドは旧ドロルスハーゲン＝シュタットの紋章である。紋章全体は、いわゆる「ケルンの十字」で分割されている。これは何世紀もの間ケルン選帝侯領に属していたことを象徴している。ケルン選帝侯領は1803年まで存続していた。第1，第4フィールドの金地に青い菱形図形は、断絶したドロルスハーゲン家の紋章に由来する。第2、第3フィールドの銀地に転倒した黒い碇は、97年に教皇として殉教した聖クレメンスの象徴である。転倒した碇の真ん中に配された矢が殉教を示している。聖クレメンスはドロルスハーゲン教区の守護聖人である。市の紋章中の聖クレメンスの意匠は、教会と自治体との特別な結びつきを表現している。

### 姉妹都市
- ヤウレ（オランダ語版、英語版）（現在はデ・フリーセ・メレン（オランダ語版、英語版）の一部、オランダ、フリースランド州）1967年[35]

テューリンゲン州ヘルムスドルフと友好関係を結んでいる。

## 文化と見所

### 演劇とコンサート
ドロルスハーゲン文化協会が、コンサート、朗読会、芸術展覧会、演劇上演を運営している。1987年から「ドロルスハーゲンの音楽の日」が催されている。市立図書館は存在しないが、郷土館内に約3,500点のメディアを所蔵するカトリックの図書館「ブーフシュトゥーベ・ハインリヒ・ボーネ」がある。市内には、ドロルスハーゲナー・ラント郷土協会がある。この協会は文書館を運営し、一連の出版物を刊行し、プロジェクトを実行している。プロジェクトには、古い谷間の道や「ドロルスハーゲンの迷路」の研究・維持が含まれる。

### 音楽
1987年に公立の音楽学校が設立された。この学校には約 343人の生徒が在籍している。
ドロルスハーゲン市区とその周辺市区には、ノルトライン＝ヴェストファーレン合唱連合に属す歌唱クラブや合唱団が14ある。女声合唱団や男声合唱団がそのレベルを競い合い、その他に2つの児童合唱団、3つの混声合唱団がある。MGV リーダーターフェルの歴史は1865年にまで遡る。クラブの多くは1950年代半ばに設立された。この他に、フレンクハウゼン、イーゼリングハウゼン、ヴェーゲリングハウゼン、シュライバースホーフ、ドロルスハーゲンに音楽クラブや消防団音楽隊が存在している。

### 建築

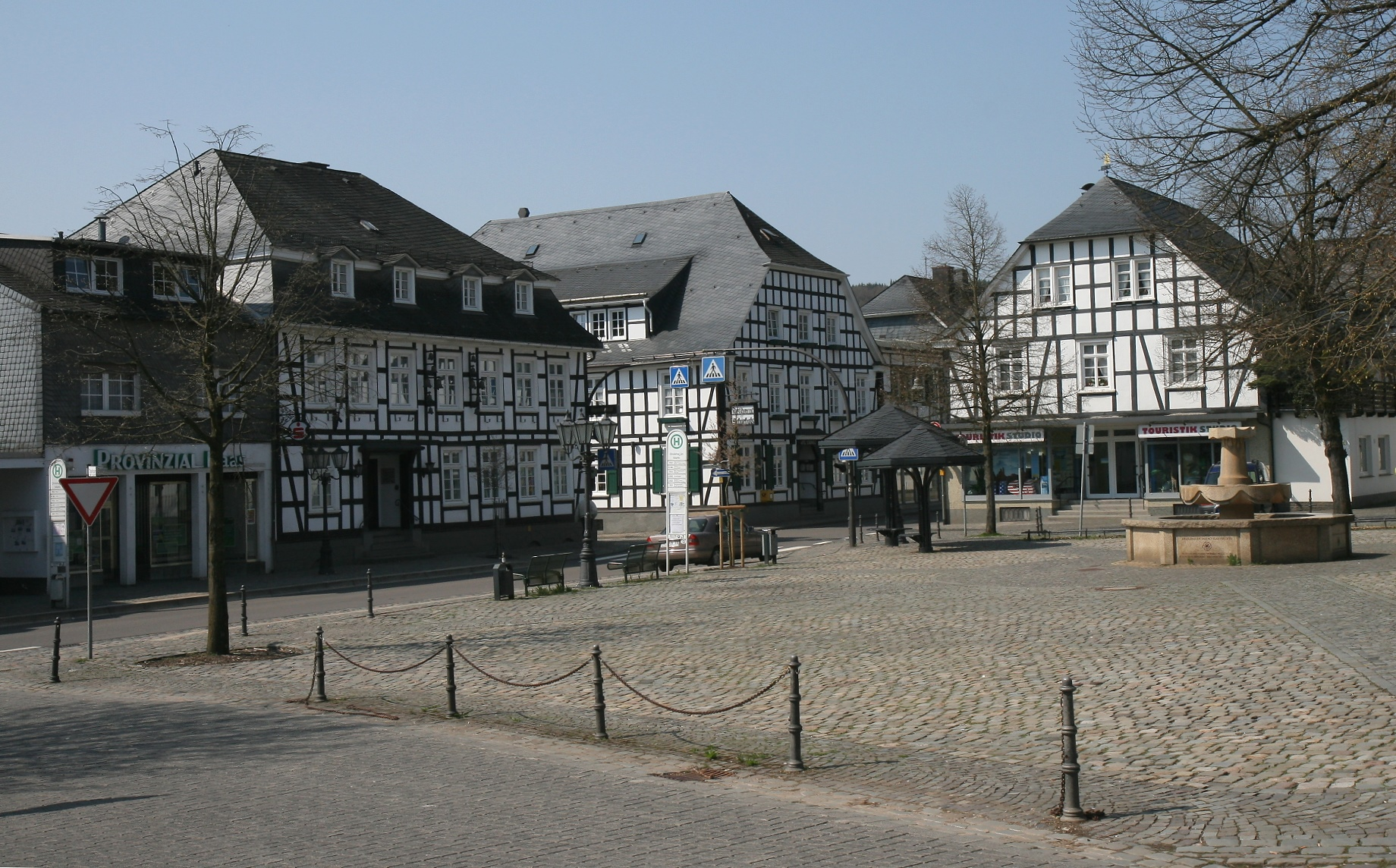
ドロルスハーゲンのマルクト広場

ロマネスク様式で建設されたカトリック聖クレメンス教区教会の塔は1491年に建設された。この塔には5声のグロッケンが吊り下げられており、ヴェストファーレンで最も大きく、音楽的に最も重要なグロッケンの1つである。洗礼盤は13世紀に製作された。この洗礼盤は、ケルン大司教アンノが1050年から1075年に聖別したと言い伝えられている。
ドロルスハーゲンのシトー会女子修道院は、メヒチルト・フォン・ザインとその夫ハインリヒ3世フォン・ザインによって創設されたものの1つである。この修道院は1235年に創設された。1235年の修道院文書の文言によれば、これは設立文書ではなく、贖罪のための寄進という性格を帯びた寄進文書である。シトー会女子修道院は、1803年に世俗化により廃止され、1975年から1987年に完全に修復がなされた。現在この建物には市の建設局、音楽学校、および文化行事のためのスペースが設けられている。
市の中心であるマルクト広場に面して、この街で最も古い石造建築がある。この建物では現在、カフェが営業している。この建物は20世紀の初めに建設されたもので、ドロルスハーゲンでは一般的でない漆喰飾りが施されている。マルクト広場はこの他に数多くの木組み建築で囲まれている。これらは1838年の大火の後に建設されたものである。現在貯蓄銀行となっているマンサード屋根の建物や保護文化財に指定されたホテル・シュールホルツがその例である。

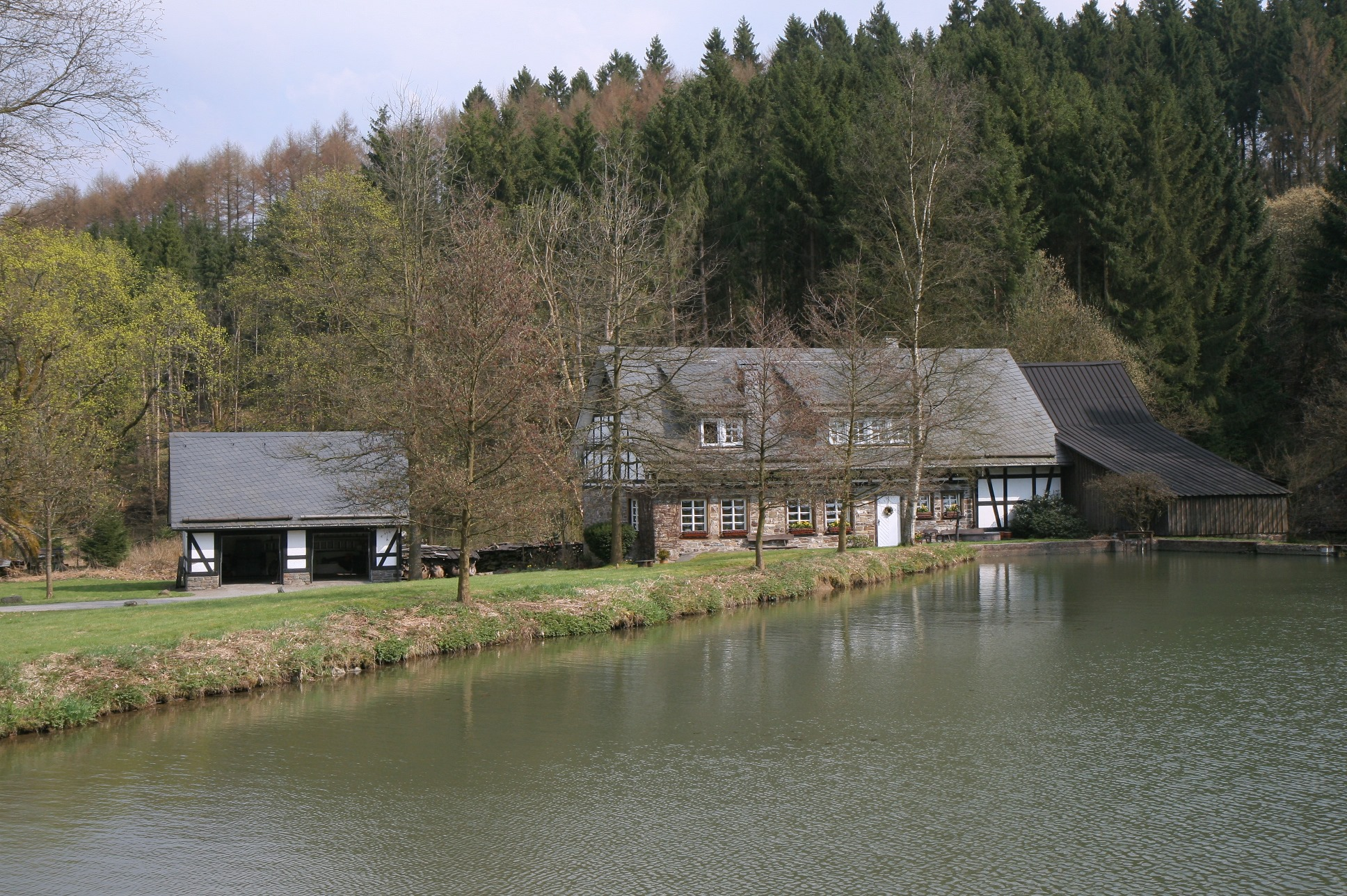
アイヒェナー水車

かつて穀物挽き水車「イム・クロイツオール」であったアイヒェナー水車が初めて文献に記録されたのは1512年であった。この保護文化財に登録されている建物は現在個人所有であり、住居として用いられている。水車だけでなく、穀物倉庫やノコギリの刃をはめ込むフレームが遺されている。
ヒュンケスオールのマリエン礼拝堂は、ドロルスハーゲン地方の巡礼地で、毎年「5月の礼拝」に用いられる。この礼拝堂は「マリアの年」の1954年に木造で建設された。このため1919年に建設された地下壕は保存されていない。マリア崇拝は、ドロルスハーゲンの女性テレジア・ベルクがホルツホーレン近郊の森でマリア像を見つけたという物語に由来する。彼女はこの像を木に固定し、定期的にここへ礼拝に訪れた。
1953年に建設され、白い化粧漆喰の壁を持つカトリック聖ヨーゼフ教会や、シュライバースホーフのカトリック聖ラウレンティウス教会は特筆に値する。
この地域の中世の谷間の道は蛇行している。ドロルスハーゲン地方では幾重にも蛇行している。特にユンカケルンヘー地区では、これが今でも良く識別できる。ここには谷間の道の学習路が設けられている。
- 聖クレメンス教会の洗礼盤
- ドロルスハーゲン修道院
- ホテル・シュールホルツ
- ハーゲナー通り37番地の木組み建築

### 公園
ドロルスハーゲン中核市区の西に、池や児童遊戯広場を有する市立公園「ローミューレ」がある。この他、ドロルスハーゲンには、ドイツ西部では数少ない迷宮が存在する。これは2007年にシュトゥッパーホーフ地区近郊に設けられたもので、ヨーロッパブナの垣根が植えられている。この迷宮の中心までの距離は約 780 m ある。

### スポーツ
ドロルスハーゲン地域には数多くのスポーツクラブが存在する。その中でも大きなクラブが、TuS 09 ドロルスハーゲン、ヒュッツェメルター・シュポルトフェライン 1951、SC ドロルスハーゲン、SpVg 1982 イーゼリングハウゼンである。
SC ドロルスハーゲンは1962年に、ペーター・イェックの指導下で創設された。SC ドロルスハーゲンのサッカー・クラブは、合計15チームを擁している。男子チームの他に、クラスAからGまでのジュニアチーム、女子チーム、少女チームがある。さらにスポーツクラブ・ドロルスハーゲン e.V. は、コミュニティー活動や収穫祭などの組織化された公的イベントに尽力している。
ヒュッツェメルター・シュポルトフェラインは、サッカーの他にテニス部門や体操部門を有している。このクラブは1951年に設立された。選手数を背景に、ヒュッツェメルトとドロルスハーゲンのシニアリーグを設立した。この他に2つの男子チームと1つの女子チームがこのクラブに属している。

### 年中行事
1948年から開催されているゲンゼライテンは風変わりである。このイベントでは、裸馬に乗った騎手がゴム製のガチョウの頭を引きちぎる。1年間のイベントは、2月または3月のドロイルツァー・ヴァイバーファストナハト（謝肉祭のパレード）で始まる。これは19世紀から毎年市内を練り歩く。マルクト広場祭は2年に1度、ドロルスハーゲン活動団体によって開催され、2日間にわたるステージプログラムを含んでいる。
9月第3週末の収穫・動物展示祭には、毎年、地元育成業者の約200匹の動物が審査員によって評価される。「ドロルスハーゲン市のための農業地方協会」の開催は1853年にまで遡り、1864年以降は、戦争による中断はあったものの、毎年開催された。やがてこの祭は歳の市と結びつけられた。動物展示祭の会期中の次の火曜日に1930年から開催されている「ドロイルツァー・ラントフラウエンカフェー」には毎年「クラッチュバーゼンオーデン」（直訳: おしゃべり女勲章）が授与される。
ドロルスハーゲンの5つのブラスバンドが、3年に1度ドロルスハーゲンの吹奏楽フェスティバルを開催している。このイベントは1997年から9月に開催されている。ブラスバンドは、毎年開催される射撃祭でも演奏を行う。12月のマルクト広場でのクリスマスマーケットで1年間のイベントが終了する。

## 経済と社会資本

### 経済
この街の経済は、ザウアーラントのほぼ全域がそうであるように、中小企業によって支えられている。ドロルスハーゲン経済の主要な分野は、機械製造、金属加工、電子産業、紙製品加工、採石業、器具製造、自動車部品製造、建築産業、手工業である。ドロルスハーゲンには2つの「隠れたチャンピオン」がいる: クラー・ホールディングス（自動車産業における電気抵抗器の世界的リーディングカンパニーグループ）とベルクホフ GmbH & Co. KG （金属加工業界向けの機械加工分野における世界のマーケティングリーダー）である。従業員数 1,100人、支社・支店 152か所を有するゾンダーマン・ブロット GmbH & Co. KG はドロルスハーゲンに本社を置いている。
2014年6月30日時点で、ドロルスハーゲンには社会保険支払い義務のある就労者が 3,398人いた。このうち 19人（就労者の 0.6 %）が農林業、2,440人 (71.8 %) が製造業、403人 (11.9 %) が商業・飲食・旅館業および交通業、536人 (15.8 %) がその他のサービス業に従事していた。
購買力のかなりの部分が市外に流出している。ジーゲン商工会の Handelszentralität（人口1人あたりの小売り購買力に対する1人あたりの地域内の小売額の割合で、100であれば購買力そうとうが地域内で消費されていることを示す）に関する調査によれば、2016年のこの指標は 54.6 であり、購買力の半分近くが失われていることを示している。この望ましくない状況の受益者は隣市のオルペで、2016年のこの指標は 126.9 であった。

### 交通

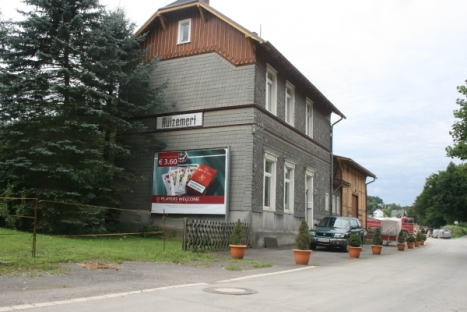
旧ヒュッツェメルト駅

#### 鉄道
1903年に、アッガータール鉄道の隣接するベルクノイシュタットとオルペとの区間が開通した。1910年にはケルンに直接つながるようになり、ドロルスハーゲン市に経済振興をもたらした。この国営鉄道の他にマイヤー+トイプナー社の狭軌鉄道もあった。1970年代の連邦アウトバーン A4号線の建設によりこの鉄道の重要性が失われた。アイヒェン駅は早くも1957年から無人駅となった。1979年に旅客運行が廃止された。市内に3つあった駅のうち、保護文化財に指定されたヒュッツェメルト駅の駅舎だけが遺されている。この建物は、2012年から2014年までドルフフェライン・ヒュッツェメルト e.V. により根本的に改修され、「アルター・バーンホーフ」（直訳: 旧駅）として地域の共同スペースや軽食堂となっている。「アルター・バーンホーフ」のすぐ脇を「ベルギッシャー・パノラマラートヴェーク」（自転車道）が通っている。この自転車道はかつてのヴェーゲリングハウゼン鉄道トンネルを通っている。
1903年から2008年半ばまでドロルスハーゲンに存在した鉄道橋は、2008年12月2日に取り壊された。

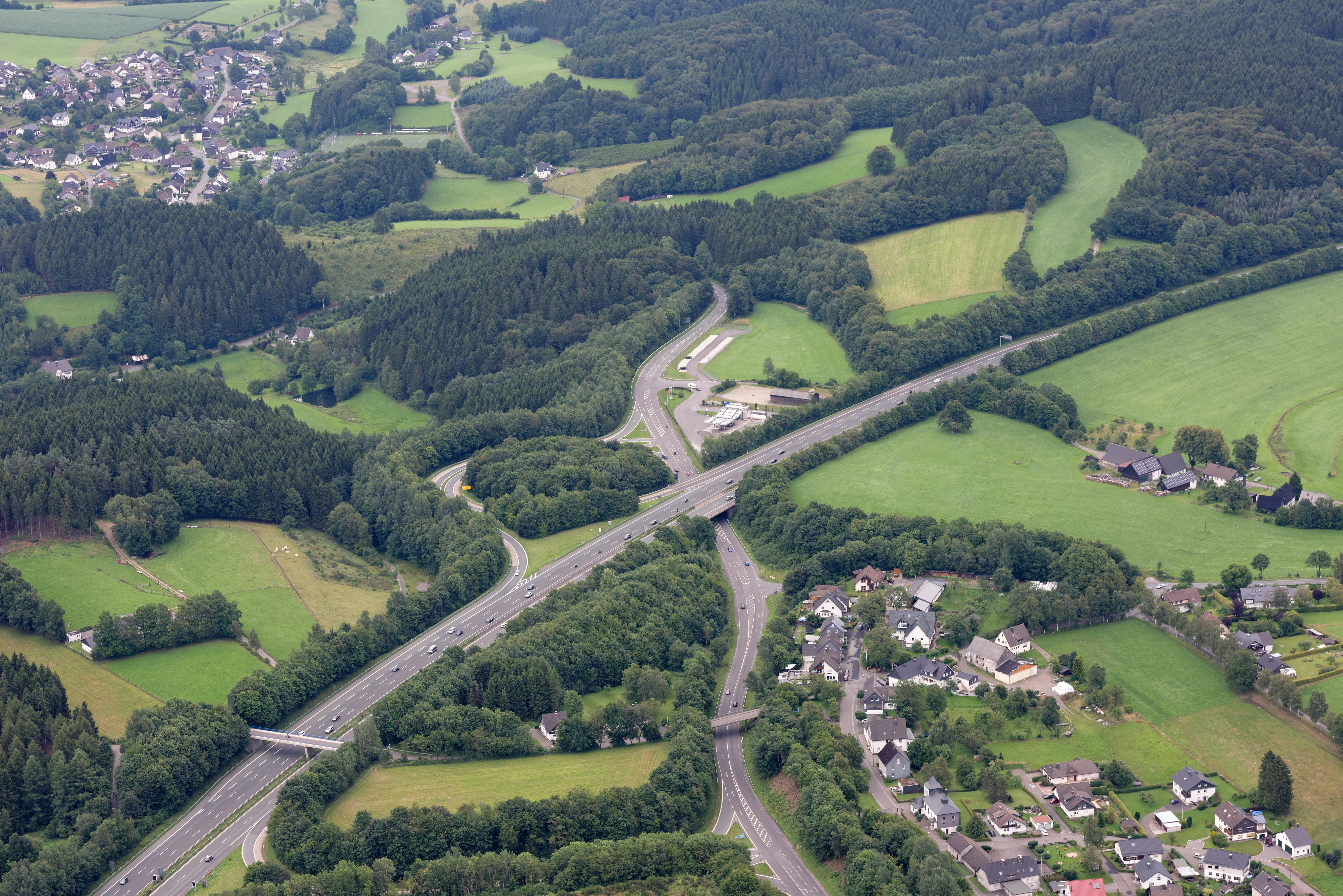
アウトバーン A45号線のドロルスハーフェン＝ヴェーゲリングハウゼン・インターチェンジ

#### 道路
ドロルスハーゲンは、アウトバーン A45号線（ザウアーラント線）沿いに位置している。市域の北部、ゲルミングハウゼン地区近郊にドロルスハーゲン・インターチェンジがあり、市域の東のわずかに外側にオルペ・インターチェンジがある。また、A4号線が市の南を通っている。このアウトバーンの最寄りのインターチェンジは隣のライヒスホーフ町内にあるエッケンハーゲン/ドロルスハーゲン・インターチェンジである。
この他に、連邦道 B54号線と B55号線がドロルスハーゲンを通っている。北と西からグンマースバッハの市境に来た両道路はヴェーゲリングハウゼンで共通区間となり、ドロルスハーゲン中核市区を経由してオルペに至る。

#### 公共近郊交通
ドロルスハーゲンは、1979年以降はバス交通のみによって結ばれている。ヴェストファーレン南交通運営会社 (VWS) とオーバーベルギシャー交通会社 (OVAG) が運営する 144か所のバス停がある。

### メディア
ドロルスハーゲンでは、「ヴェストファーレンポスト」(WP) と「ヴェストフェリシャー・ルントシャウ」の地方版が刊行されている。両者はともにオルペの WP 編集局で制作されている。ドロルスハーゲンに関するニュースを含むオルペでの地方編集版は「ジーゲナー・ツァイトゥング」にも利用されている。無料のコマーシャルペーパーとしては、水曜日と日曜日に「ザウアーラントクリアー」と「ゾンタークス・ウント・ヴォーヒェン＝アンツァイガー」が刊行されている。
ドロルスハーゲンは WDR-スタジオ・ジーゲンの放送サービス地域に含まれている。インターネットでは、ビュルガーツァイトゥング・ドロルスハーゲンおよびグンマースバッハにある ARKM オンライン出版が南ヴェストファーレン・ニュースを発信している。

### 教育
市内には、カトリックの基礎課程学校が2校（グレーフィン＝ザイン＝シューレ・ドロルスハーゲンおよびシャイバースホーフ基礎課程学校）とヒュッツェメルトに宗派共同の基礎課程学校がある。また、宗派共同の本課程学校ヘルンシャイトシューレもある。ドロルスハーゲンはオルペ市と共同で、オルペの連合実科学校の運営者となっている。ギムナジウム、総合学校、養護学校は市内にはない。
この他、ドロルスハーゲンはオルペ郡市民大学の対象地域に属している。ドロルスハーゲン音楽学校は、旧修道院およびグレーフィン＝ザイン＝シューレ内で教室を運営している。

## 関連文献
- Josef Hesse: Geschichte des Kirchspiels und Klosters Drolshagen. Stadt Drolshagen (Hrsg.), F. X. Ruegenberg, Olpe 1971.
- Dirk Thiede, Joachim Nierhoff: Drolshagen, Verlag Stadt-Bild, 2005, ISBN 978-3-937126-22-7
- Die neue Ausmalung des alten, romanischen Teils der Pfarrkirche St. Clemens (Drolshagen), Herausgeber: Clemens Hillebrand, Köln und Katholische Kirchengemeinde Drolshagen, 2017.

これらの文献は、翻訳元であるドイツ語版の参考文献として挙げられていたものであり、日本語版作成に際し直接参照してはおりません。